# Аппер-Ексетер (Пенсільванія)
Аппер-Ексетер (англ. Upper Exeter) — переписна місцевість (CDP) в США, в окрузі Лузерн штату Пенсільванія. Населення — 633 особи (2020).

## Географія
Аппер-Ексетер розташований за координатами 41°24′16″ пн. ш. 75°51′15″ зх. д. / 41.40444° пн. ш. 75.85417° зх. д. (41.404528, -75.854123).  За даними Бюро перепису населення США в 2010 році переписна місцевість мала площу 5,33 км², з яких 5,09 км² — суходіл та 0,24 км² — водойми.

## Демографія
Згідно з переписом 2010 року, у переписній місцевості мешкало 707 осіб у 252 домогосподарствах у складі 206 родин. Густота населення становила 133 особи/км².  Було 268 помешкань (50/км²).
Расовий склад населення:
| - 99,6 % — білих - 0,3 % — чорних або афроамериканців |

До двох чи більше рас належало 0,1 %. Частка іспаномовних становила 1,0 % від усіх жителів.
За віковим діапазоном населення розподілялося таким чином: 20,7 % — особи молодші 18 років, 62,6 % — особи у віці 18—64 років, 16,7 % — особи у віці 65 років та старші. Медіана віку мешканця становила 46,2 року. На 100 осіб жіночої статі у переписній місцевості припадало 103,2 чоловіків;  на 100 жінок у віці від 18 років та старших — 106,2 чоловіків також старших 18 років.
Середній дохід на одне домашнє господарство  становив 95 573 долари США (медіана — 93 542), а середній дохід на одну сім'ю — 94 828 доларів (медіана — 94 375). Медіана доходів становила 55 769 доларів для чоловіків та 49 688 доларів для жінок. За межею бідності перебувало 3,7 % осіб, у тому числі 0,0 % дітей у віці до 18 років та 0,0 % осіб у віці 65 років та старших.
Цивільне працевлаштоване населення становило 432 особи. Основні галузі зайнятості: освіта, охорона здоров'я та соціальна допомога — 19,7 %, роздрібна торгівля — 13,2 %, будівництво — 12,0 %.